# Гридчин, Виктор Алексеевич
Гридчин, Виктор Алексеевич (4 апреля 1942 — 3 марта 2019) — советский и российский учёный, доктор технических наук, профессор, специалист в области сенсорной электроники.

## Биография
Родился 4 апреля 1942 года.
В 1964 году окончил с отличием НЭТИ, в 1968 году — аспирантуру этого института.
Кандидат технических наук с 1968 года (защитил кандидатскую диссертацию, выполненную под руководством профессора А. Ф. Городецкого).
В 1969 году стал доцентом кафедры диэлектрики и полупроводники (ДиП).
В 1982 году защитил докторскую диссертацию и получил степень доктора технических наук.
С 1982 года — доктор технических наук, с 1984 — профессор.
В 1985—1996 годах руководил кафедрой прикладной и теоретической физики (ПТФ).
В 1993 году стал деканом факультета «Радиотехники, электроники и физики», (РЭФ).
С 1996 по 2009 год Виктор Алексеевич работал заведующим кафедрой полупроводниковых приборов и микроэлектроники (ППиМЭ), одновременно исполняя обязанности декана РЭФ.
Скончался 3 марта 2019 года. Похоронен на Клещихинском кладбище.

## Научная деятельность
Создание микроэлектронных сенсоров давления с диэлектрической изоляцией, разработка теоретической базы для проектирования микроэлектронных сенсоров давления в нелинейном приближении.
Создание оригинальных типов четырёхконтактных тензопреобразователей.
Исследовательские наработки учёного были использованы на предприятиях Министерств среднего и общего машиностроения в Новосибирске, Пензе, Саратове, Санкт-Петербурге и Москве.
Член-корреспондент МАН Высшей школы, Председатель Ученого совета  факультета, Председатель  Совета по присуждению ученой  степени доктора технических  наук.

## Образовательная деятельность
Основатель школы сенсорной электроники и микросистемной техники в Новосибирском государственном техническом университете (НГТУ).
Организатор факультета «Радиотехники, электроники и физики», (РЭФ) НГТУ (1993).
Член УМО по  образованию в области радиотехники,  электроники,  биомедицинской техники и автоматизации.

## Работы
- Гридчин В.А. Физические основы сенсорной электроники: Уч.пособие./ Новосибир. Гос. Техн. Ун-т.-Новосибирск.- 1995.
- учебник «Основы наноэлектроники» (В. Драгунов, И. Неизвестный, В. Гридчин)
- учебное пособие «Введение в физику органических светоизлучающих диодов» (Гридчин В. А., Дикарева Р. П., Макаров Е. А.) Новосибирск : Изд-во НГТУ, 2015.

Автор свыше 200 научных работ.

## Награды
Научные работы Виктора Гридчина удостоились одной серебряной и трёх бронзовых медалей ВДНХ и были включены в государственный реестр средств измерительной техники. Также за свою деятельность учёный отмечен нагрудным знаком высшей школы СССР «За отличные успехи в работе», грамотами и дипломами Минвуза РСФСР, СО РАН, НТО имени Попова, Американского института инженеров электроники и энергетики (IEEE).
- Заслуженный работник Высшей школы Российской Федерации
- Заслуженный работник НГТУ (2002)